# Siegfried Priewe
Siegfried Priewe (* 16. September 1913 in Danzig; † 20. Juni 1995) war ein deutscher Politiker und Oberbürgermeister der Stadt Stralsund.
Priewe war bis November 1941 in Danzig als Arbeiter tätig, unterbrochen durch eine längere Arbeitslosigkeit von 1932 bis 1935. Von Dezember 1941 bis Mai 1945 leistete er seinen Kriegsdienst. Nach der Vertreibung war er zunächst wieder als Arbeiter tätig, bevor er 1950 in den Staatsdienst wechselte. Ab 1955 studierte Priewe, der der SED angehörte, an der Fachhochschule und setzte das Studium im Abendstudium fort.
Im Juli 1962 wurde der Oberbürgermeister von Stralsund, Bruno Motczinski, durch die Kreisleitung Stralsund der SED seiner Funktion enthoben. Am 14. März 1963 wurde Priewe, der bis dahin Mitarbeiter der SED-Bezirksleitung Rostock war, durch die Stadtverordnetenversammlung zum neuen Oberbürgermeister gewählt und übte dieses Amt bis November 1965 aus.